# Pharoah Sanders
Pharoah Sanders (Little Rock, 13 de outubro de 1940 – Los Angeles, 24 de setembro de 2022) foi um saxofonista americano de jazz. 
Ornette Coleman o descreveu como "provavelmente o melhor sax-tenorista do mundo". Emergindo do grupo do também saxofonista tenor John Coltrane na metade da década de 60, Sanders é conhecido por suas características técnicas como overblowing, assim como a técnica desenvolvida por Coltrane chamada "sheets of sound"  O saxofonista de avant-garde jazz Albert Ayler disse uma vez "Trane era o Pai, Pharoah era o Filho, Eu era o Espirito Santo."